# موريس فونتين
موريس فونتين (بالفرنسية: Maurice Fontaine)‏ هو سياسي فرنسي، ولد في 20 سبتمبر 1919، وتوفي في 2 يناير 2015. حزبياً، نشط في الاتحاد الوطني للجمهوريين المستقلين. وقد انتخب عضو مجلس الشيوخ الفرنسي وانتخب رئيس بلدية ‏ إيغ مورت (1965 – 1977).